# 安東·金特二世
安東·金特二世（德語：Anton Günther II.，1653年10月10日—1716年7月20日），施瓦茨堡-松德斯豪森-阿恩施塔特伯爵，安東·金特一世之子。
1684年，安東·金特二世與沃爾芬比特爾親王安東·烏爾里希的女兒奧古斯塔·多蘿西亞結婚，兩人沒有子女。